# Antigua Recreation Ground
Antigua Recreation Ground,  är en multifunktionsarena belägen i Antigua och Barbudas huvudstad Saint John's. Arenan invigdes 1978 och är nationalarena för Antigua och Barbudas landslag i fotboll samt cricket. Arenan har en kapacitet på 12 000 åskådare och har bland annat varit värd för Karibiska mästerskapet 2012 och 1997.